# 斯特兰奈斯
斯特兰奈斯是瑞典南曼兰省的一座城市，位于梅拉伦湖畔。

## 友好城市
- 丹麦里伯